# Séparation par flottaison
Ne doit pas être confondu avec la séparation par flottation.
La séparation par flottaison est un procédé de séparation reposant sur la différence de la masse volumique des solides à séparer par rapport à la masse volumique d’un liquide dans lequel ils sont plongés. La séparation se fait selon le principe de la poussée d’Archimède.
Les solides sont immergés dans un liquide stationnaire ayant une masse volumique intermédiaire entre celles des solides à séparer. Les particules dont la masse volumique est plus élevée que celle du liquide vont couler (les coulés) alors que les autres vont flotter (les flottés).

## Exemples d'application

### En tri automatique des déchets
La séparation par flottaison est un procédé de tri automatique des déchets. Elle est surtout utilisée pour séparer différents types de matières plastiques. 
La différence de masse volumique entre les matières à séparer doit être au minimum égale à 0,2 g·cm-3.
Le polypropylène (masse volumique ~ 0,9 g·cm-3) peut être séparé du polytéréphtalate d'éthylène (~ 1,36 g·cm-3) par cette méthode.
Les déchets doivent être préalablement broyés jusqu'à une taille inférieure à 10 mm.
La pureté des parties sortantes (les coulés et les flottés) peut dépasser les 95%.

### En agriculture et en agroalimentaire
Les fruits secs comme les châtaignes sont plongés dans un bac d’eau pendant environ 15 min. Ceux qui surnagent sont éliminés (flottaison due à la présence d’une cavité causée par exemple par des vers). Ceux qui tombent au fond sont utilisés.